# Bunkeranlage Ungerberg
Die Bunkeranlage Ungerberg (militärische Bezeichnung: Feste Anlage Ungerberg 3, abgekürzt FAN U3) ist eine Verteidigungslinie aus der Zeit des Kalten Krieges, welche 1959/60 durch das Österreichische Bundesheer bei der Kaserne Bruckneudorf errichtet wurde. Als eine der Außenstellen des Heeresgeschichtlichen Museums dient die Anlage heute als Freilichtmuseum.

## Geschichte
Bedingt durch die Lage des neutralen Österreichs zwischen den Militärbündnissen NATO und Warschauer Pakt wurde im Österreichischen Bundesheer das Raumverteidigungskonzept entwickelt, welches für den Fall eines Angriffes fremder Truppen vorsah, Schlüsselzonen durch die Befestigung mit Bunkersystemen und Sperranlagen zu verteidigen. So wurde im östlichen Österreich eine Verteidigungslinie von der Donau bis zum Leithagebirge geschaffen, die nach ihrer Gesamtfertigstellung 1964 Ostwall oder auch Schleinzerwall (nach dem damaligen Verteidigungsminister Karl Schleinzer) genannt wurde. Darin enthalten war die Bunkeranlage Ungerberg 3, welche die darin befindlichen Soldaten vor feindlichem Artillerie- und Panzerbeschuss schützen sollte. Teilweise liegen die Anlagen 20 Meter unter der Erde, sind mit einer 2 Meter starken Betonschicht umhüllt und enthielten eigene Luft- und Wasserversorgungsanlagen, eine Kohle-Zentralheizung, Schlafräume und einen Waschraum. Die Werke wurden darüber hinaus mit Panzergeschützen bestückt und durch so genannte Wallmeister betreut. So waren die rund 40 Mann Besatzung mit 10,5 cm Centurion Panzertürmen, 10,5 cm Feldhaubitzen 18/40, einer Maschinengewehr-Kuppel und einer Beobachterkuppel ausgestattet.
Nach dem Fall des Eisernen Vorhangs fiel das bestimmende Bedrohungsszenario weg, wenige Jahre später wurde mit der Stilllegung der Anlage begonnen. Die Anlagen fanden danach unterschiedlichste Verwendungen, etwa als  Unterstand für Jäger, wurden aber größtenteils weiterhin für militärische Übungen genützt, wodurch die Anlage schließlich weitgehend erhalten blieb. 2014 wurde sie vom Wiener Heeresgeschichtlichen Museum (HGM) übernommen und ist nunmehr für den öffentlichen Publikumsverkehr zugänglich. Der Direktor des HGM, Christian Ortner, meinte bei der offiziellen Eröffnung am 12. September 2014 fest:

„Das faszinierende an dieser Anlage ist, dass sie eigentlich jungfräulich ist, sie ist niemals verändert worden. Sie ist zwar technisch weiterentwickelt worden, aber noch so, wie man sie 1993 außer Dienst gestellt hat. Damit sind wir komplett authentisch.“

## Galerie

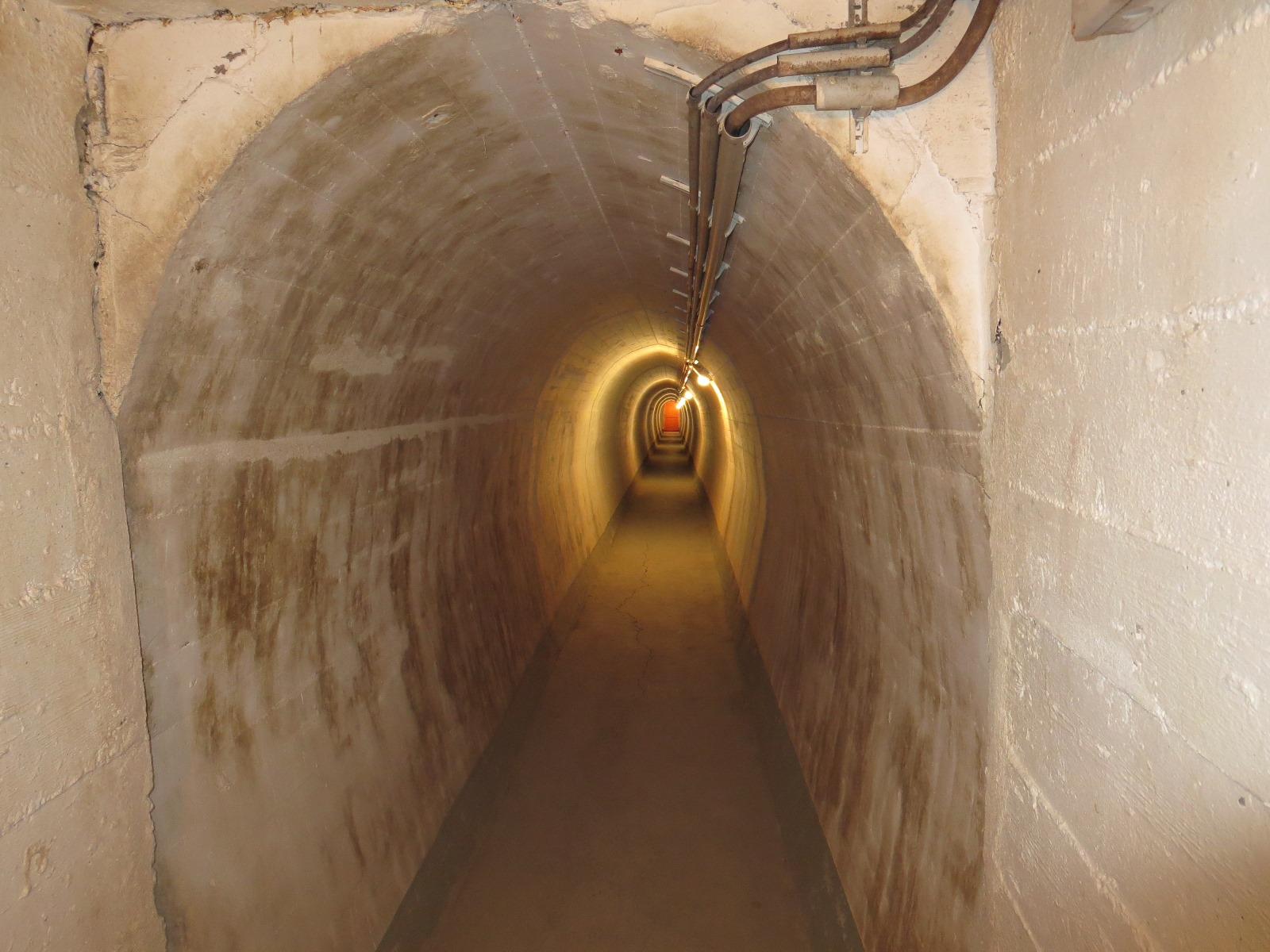
Einblick in einen Gang im Bunker
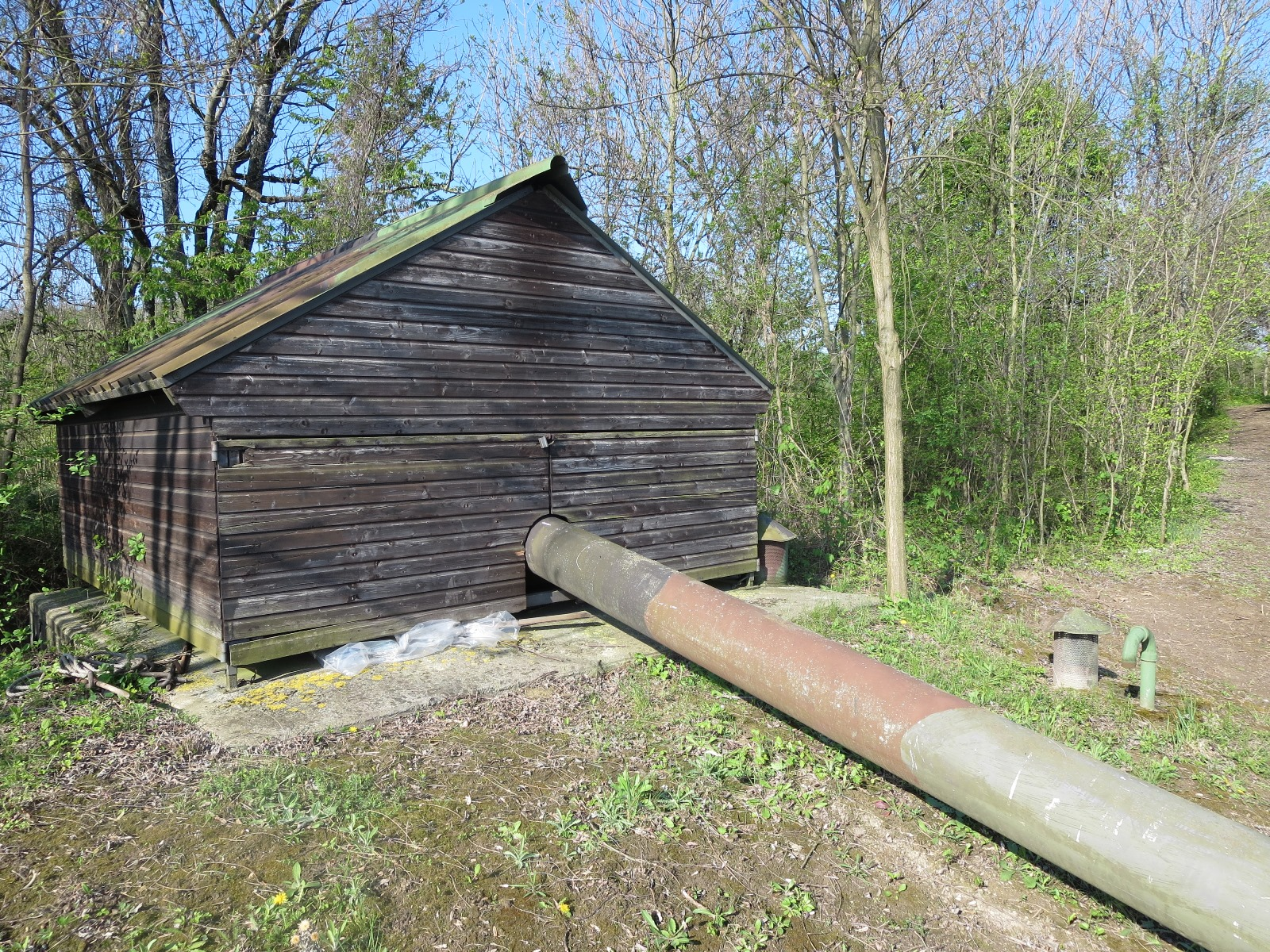
Feste Anlage, bedeckt
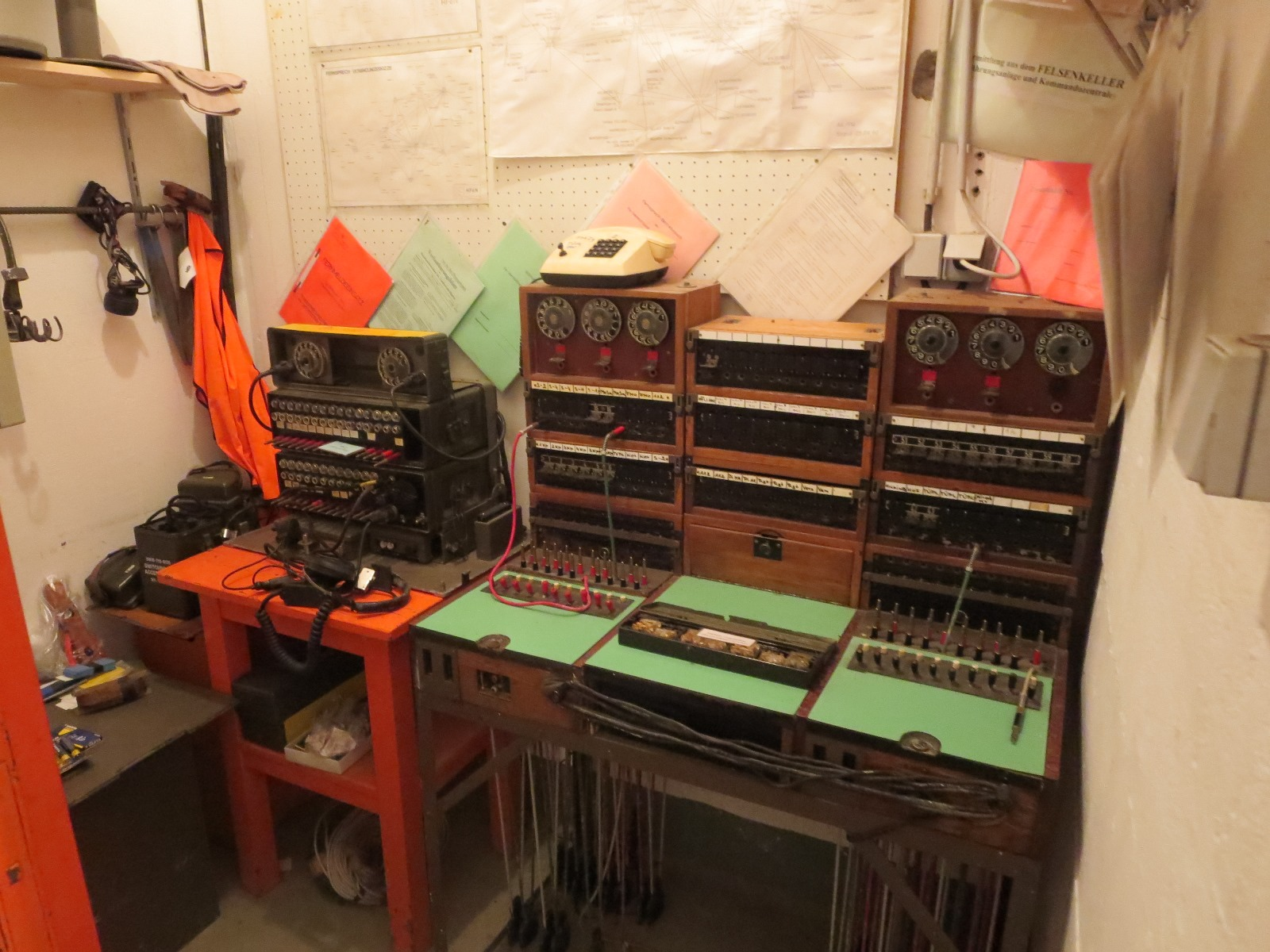
Fernmeldevermittlung
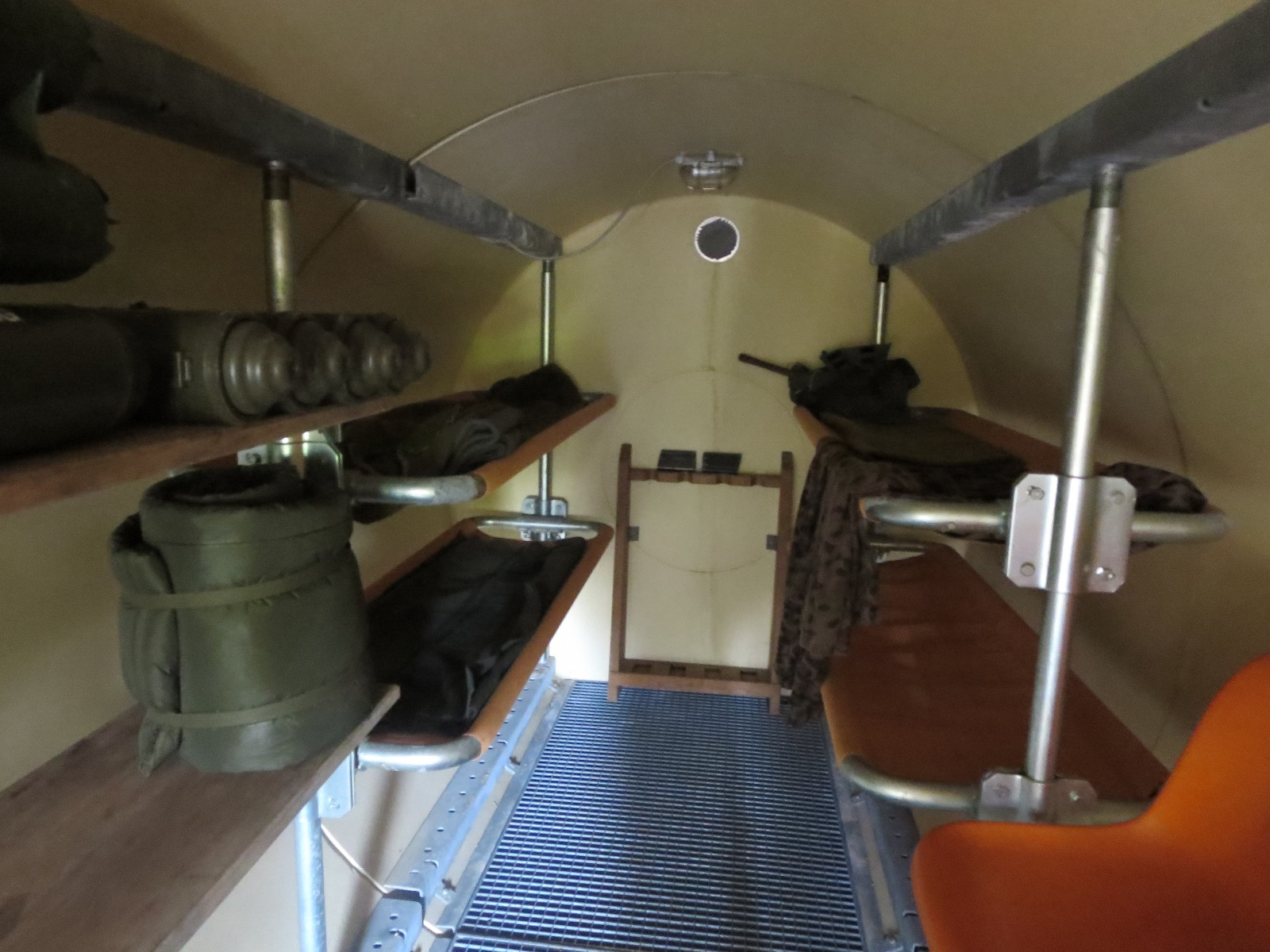
Mannschaftsunterkunft
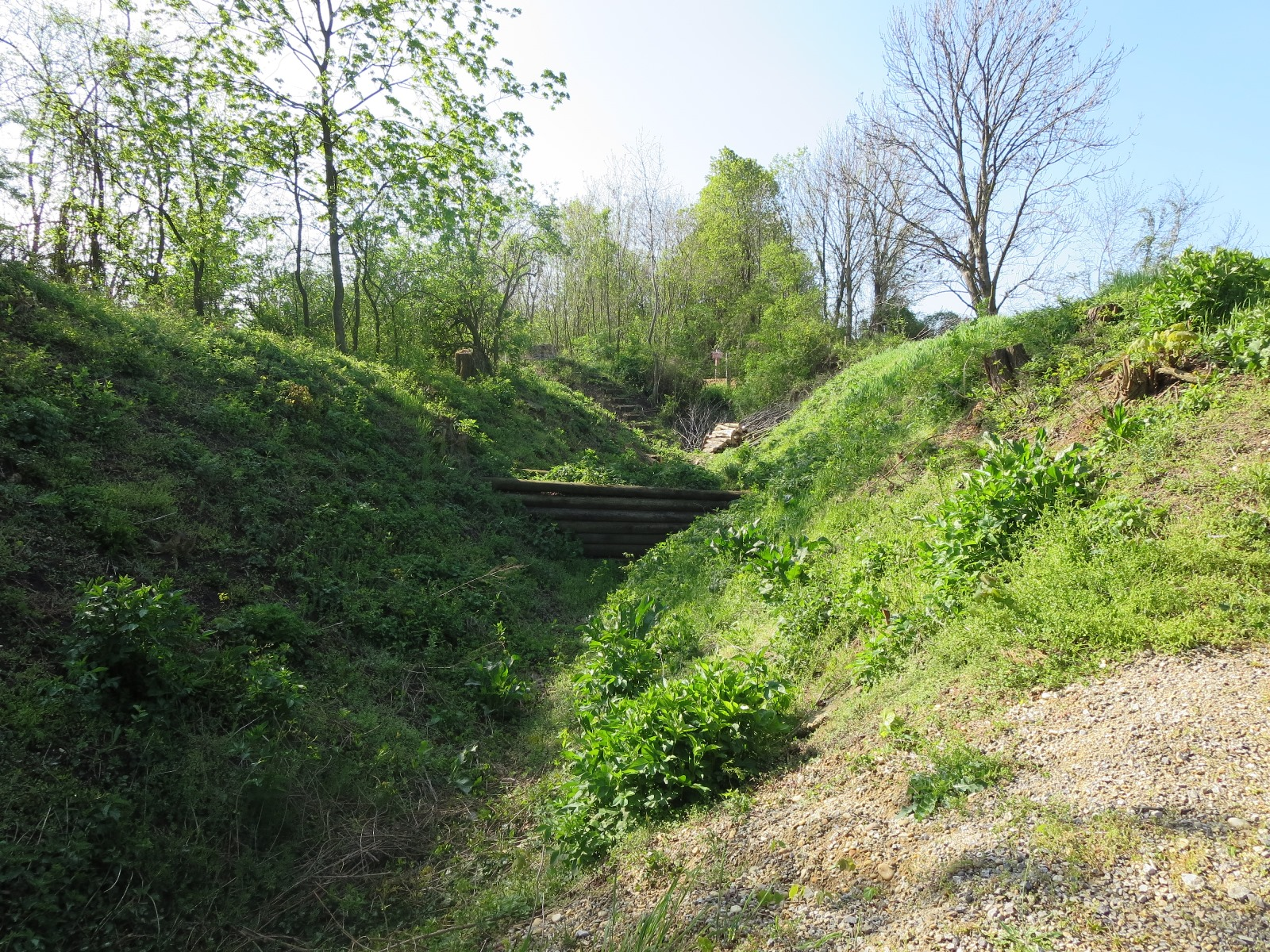
Panzergraben